# Alvorada de Minas
Alvorada de Minas is een gemeente in de Braziliaanse deelstaat Minas Gerais. De gemeente telt 3.588 inwoners (schatting 2009).

## Aangrenzende gemeenten
De gemeente grenst aan Conceição do Mato Dentro, Dom Joaquim, Sabinópolis en Serro.